# اندرو کاتون
اندرو کاتون (انگلیسی: Andrew Caton؛ زادهٔ ۳ دسامبر ۱۹۸۷) بازیکن فوتبال اهل بریتانیا است.
از باشگاه‌هایی که در آن بازی کرده‌است می‌توان به باشگاه فوتبال سوئیندون تاون، باشگاه فوتبال آکسفورد سیتی، باشگاه فوتبال ویموث، باشگاه فوتبال براکلی تاون و باشگاه فوتبال هنول تاون اشاره کرد.